# 헬레이저 4 브러드라인
《헬레이저 4: 블러드라인》(영어: Hellraiser: Bloodline 혹은 영어: Hellraiser IV: Bloodline)은 미국에서 제작된 케빈 예이거 감독의 1996년 SF 공포 영화이다. 더그 브래들리, 브루스 램지, 킴 마이어스, 애덤 스콧 등이 출연하였다. 헬레이저 시리즈의 마지막 극장 개봉작이다.
2000년 헬레이저 시리즈 다섯 번째 작품 《헬레이저 5》가 공개되었다.

## 줄거리
2127년. 공학자 폴 머천트는 자신이 설계한 우주정거장 마이노스의 승무원 전원을 지구로 보낸 뒤 로봇을 조종해 퍼즐 "통곡의 배열"을 풀고 방 하나에 전체 전원을 집중시키며 뭔가를 꾸미기 시작한다. 이를 이상 행동으로 간주한 경비팀이 출동하고, 경비 대장 리머는 잠긴 문을 부수고 들어와 폴을 체포한다. 폴은 자신이 하려던 일을 설명하기 위해 집안 내력을 풀어놓는다.
1796년 폴 머천트의 조상인 파리의 완구 제작자 필리프 르마르샹은 방종주의자 귀족 뒤크 드릴의 주문으로 퍼즐을 하나 만든다. 그것이 지옥으로의 입구인줄도 모르고. 곧 르마르샹은 귀족과 그의 조수 자크가 시골 소녀를 희생해 피부를 벗겨내고 악마 앙젤리크를 소환하는 모습을 우연히 목격한다. 드릴을 배신한 자크는 드릴을 죽여버리고, 지옥이 원하는 바를 방해하지 않는다는 조건으로 앙젤리크를 본인 노예로 부리기 시작한다. 르마르샹은 퍼즐의 효과를 무효화할 두 번째 상자의 설계도를 작성하지만, 완성 전에 자크가 르마르샹을 살해한다. 르마르샹이 죽기 직전 자크는 그가 지옥으로의 관문을 여는 걸 도왔기 때문에 그의 핏줄이 내내 저주받을 거라고 알려준다.
1996년 르마르샹의 후손 존 머천트는 맨해튼에 통곡의 배열을 닮은 고층 건물을 세운다. 잡지를 통해 존의 존재를 알게 된 앙젤리크는 자크가 르마르샹의 핏줄을 제거하지 않은 것을 지옥의 일을 방해한 행위로 간주하고 법칙 위반을 이유로 자크를 죽인다. 앙젤리크는 뉴욕으로 건너가 건물 토대에서 통곡의 배열을 찾아내고 경비원을 유혹해 퍼즐을 풀게 만들어 핀헤드를 소환한다. 인세의 향락에 물든지 오래된 앙젤리크는 지옥의 규범에서 벗어나기 위해 존 머천트를 시켜 반-통곡의 배열인 엘리시온 배열을 완성하게 해 지옥을 파괴하려 하지만 완성작은 실패하고 핀헤드가 존을 죽여버린다. 존의 아내 보비가 통곡의 배열을 풀면서 핀헤드와 앙젤리크는 지옥으로 돌아간다.
다시 2127년. 지옥을 믿지 않는 리머는 사연을 듣고도 폴 머천트를 풀어주지 않는다. 폴이 앞서 퍼즐을 푼 결과로 핀헤드가 이미 소환돼있었고, 핀헤드와 그에게 종속된 앙젤리크는 폴과 리머만을 남겨두고 마이노스에 승선했던 경비팀 전원을 살해한다. 그러나 실은 우주정거장 자체가 엘리시온 배열의 완성본이었고 폴이 리머와 함께 탈출 캡슐에 오른 뒤 퍼즐을 발동시키자 레이저와 거울이 항구적인 빛을 만들고 정류장은 그 주변을 감싸는 거대한 상자로 변화해 그 안에 갇힌 핀헤드와 추종자들을 죽이고 지옥으로의 통로를 영구히 막는다.

## 출연
- 더그 브래들리 - 핀헤드 역
- 브루스 램지 - 필리프 "장난감 제작자" 르마르샹 / 존 머천트 / 폴 머천트 박사 역
- 발렌티나 바르가스 - 앙젤리크 / 시골 여성 역
- 킴 마이어스 - 보비 머천트 역
- 애덤 스콧 - 자크 역
- 크리스틴 하노스 - 리머 역
- 샬럿 채턴 - 준비에브 르마르샹 역
- 코틀런드 미드 - 잭 머천트 역